# Heterotrissocladius kuluensis
Heterotrissocladius kuluensis är en tvåvingeart som först beskrevs av Singh 1958.  Heterotrissocladius kuluensis ingår i släktet Heterotrissocladius och familjen fjädermyggor. Inga underarter finns listade i Catalogue of Life.